# 2010年Billboard Japan Hot 100シングル1位の一覧
2010年のBillboard Japan Hot 100チャートシングル1位の一覧である。